# Brosimum guianense

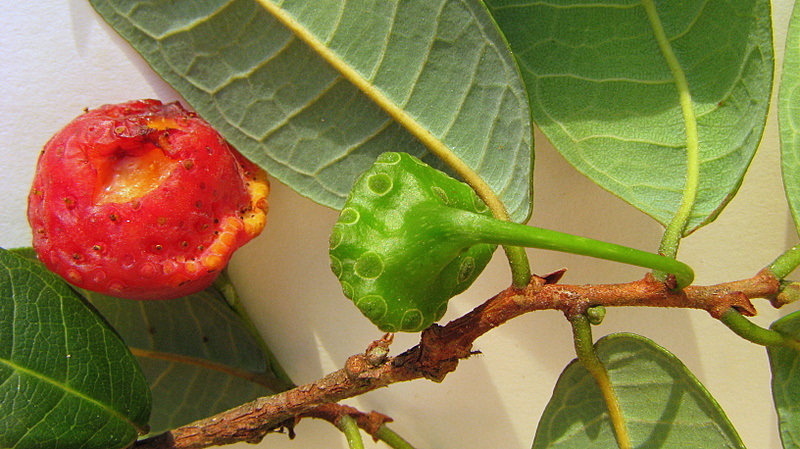
Reife und unreife Frucht von Brosimum guianense

Brosimum guianense (Syn.: Brosimum tessmannii Mildbr., Piratinera guianensis Aubl.), deutsch oft auch Schlangenholz oder Letternholzbaum, ist eine südamerikanische Baumart, die zur Familie der Maulbeergewächse (Moraceae) gehört. Ihr Holz zeichnet sich durch besondere Struktur und extreme Härte aus und wird beispielsweise im Musikinstrumentenbau verwendet.

## Vorkommen
Das Verbreitungsgebiet des Schlangenholzes reicht von Ostbrasilien (Rio de Janeiro) über Mittelamerika bis nach Mexiko. Hauptvorkommen liegen unter anderem in Surinam und Guyana. Der Hauptausfuhrhafen ist Paramaribo in Surinam.

## Beschreibung
Bei Brosimum guianense handelt es sich um einen immergrünen Laubbaum der Wuchshöhen von bis zu 45 m erreicht. Die dunkelbraune Borke ist relativ glatt und leicht rissig. Er führt einen gelblichen bis weißen Milchsaft.
Die wechselständigen, einfachen und kurz gestielten Laubblätter sind elliptisch bis lanzettlich oder verkehrt-eiförmig und ganzrandig, leicht ledrig sowie oberseits glänzend. Sie sind meist 4 bis 13 cm lang und 2 bis 6 cm breit, jedoch insgesamt in Größe und Form sehr variabel. An der Spitze sind sie bespitzt bis zugespitzt, geschwänzt oder abgerundet bis eingebuchtet bis ausgerandet. Charakteristisch sind Papillen auf der Blattunterseite und der Blattrand ist öfters leicht umgebogen. Die Nervatur ist, oft wechselnd, gefiedert und die Seitenadern laufen intramarginal zusammen. Es sind zwei nicht verwachsene, oft abfallende Nebenblätter vorhanden.
Die Bäume sind einhäusig gemischtgeschlechtig (monözisch). Die achsel- oder astständigen, meist einzeln oder zu zweit erscheinenden und gestielten Blütenstände sind klein, mit bis etwa 12–14 mm Durchmesser, sie sind scheibenförmig bis halbkugelig mit zahlreichen männlichen Blüten mit nur einem, kurzen Staubblatt, die meist eine oder wenige weibliche Blüten umgeben. Die männlichen Blüten besitzen ein winziges, gelapptes Perianth, die weiblichen Blüten sind ohne Blütenhülle. Der im Blütenboden eingesenkte Fruchtknoten ist unterständig mit langem Griffel mit zweiästiger Narbe. Es sind grünliche und stieltellerförmige Deckblätter vorhanden, welche die männlichen Blüten umgeben.
Die bis etwa 1,5–2 Zentimeter großen, steinfruchtartigen, meist einsamigen Früchte, Beeren (Scheinfrucht) im fleischigen Blütenboden verfärben sich bei der Reife gelb oder rot, der rundliche, bräunliche und große Samen ist etwa 1–1,5 cm lang.

## Systematik
Die Erstbeschreibung des Basionyms Piratinera guianensis erfolgte 1775 durch Jean Baptiste Christophe Fusée Aublet in Histoire des Plantes de la Guiane Françoise 2: 888–889, t. 340, f. 1. Die Umteilung in die Gattung Brosimum erfolgte 1909 durch Jakob E. Huber in Boletim do Museu Goeldi (Museu Paraense) Hist. Nat. Ethnogr. 5(B, IX): 337, allerdings ohne genügende Angaben. Diese und die Bestätigung erfolgten dann 1910 (1913) durch Adolpho Ducke in Bol. Mus. Goeldi Hist. Nat. Ethnogr. 7: 172.
Es sind zahlreiche Synonyme bekannt, wie z. B. Brosimum aubletii Poepp. & Endl. u. v. a.

## Verwendung

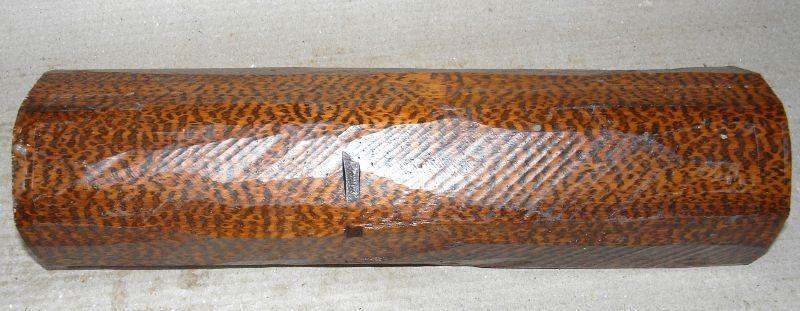
Schlangenholz

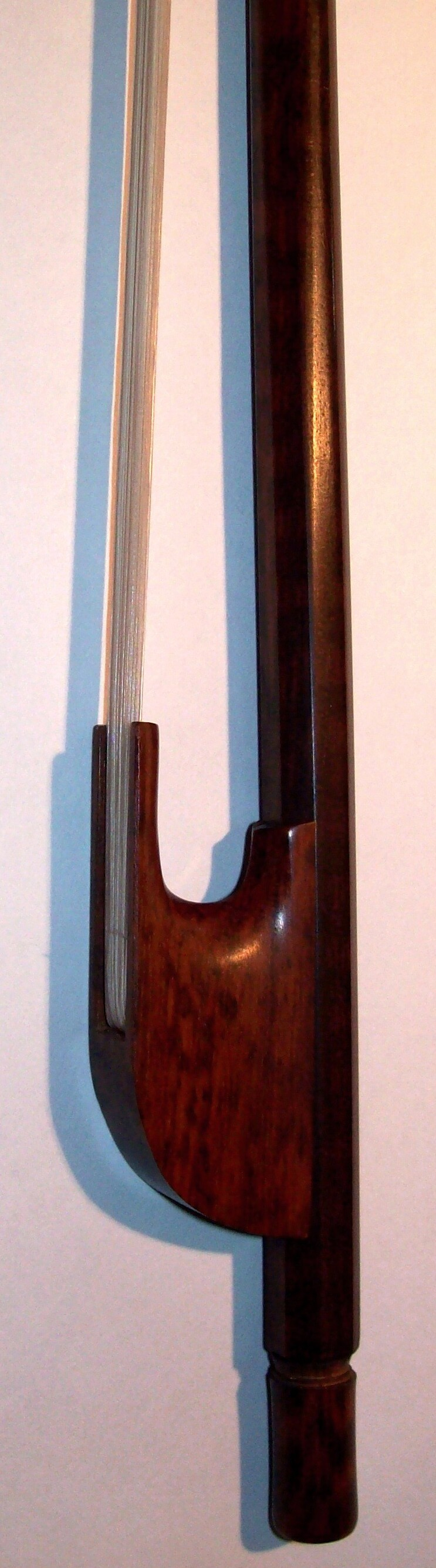
Barocker Violinbogen aus Schlangenholz

Das von Brosimum guianense gelieferte Holz ist feinporig, rotbraun und durch schwärzliche, radiale Streifen gekennzeichnet, die ihm ein schlangenhautartiges Aussehen verleihen. Aufgrund dieser, auch an unleserliche Buchstaben erinnernden Maserung wird es im Englischen auch als Letterwood („Lettern-, Buchstabenholz“) bezeichnet. Schlangenholz zählt zu den härtesten, abriebfestesten (seine Dichte beträgt 1,05 bis 1,25 g/cm³) und zugleich zu den teuersten Hölzern auf dem Weltmarkt. Verwendung findet es vor allem für spezielle Drechslerarbeiten wie Schirm- und Stockgriffe, Billardqueues oder Knöpfe sowie im Musikinstrumentenbau, insbesondere Bogen für Streichinstrumente.
Handelsnamen für das Holz sind Schlangenholz, Zauberbaum, Buchstaben- oder Letternholz, Schriftholz, Leopardenholz, Muskatholz und Amourette. Die Holländer nannten es Muskatholz, weil es im Aussehen einer durchschnittenen Muskatnuss ähnelt.

## Sonstiges
Zu den Vertretern der Gattung Brosimum zählen daneben weitere Nutzpflanzen, so der Brotnussbaum (Brosimum alicastrum).